# Ben King
Benjamin „Ben“ King (* 22. März 1989 in Richmond) ist ein ehemaliger US-amerikanischer Radrennfahrer.

## Karriere
Ben King wurde 2007 US-amerikanischer Meister im Straßenrennen der Juniorenklasse. 2008 erhielt er seinen ersten Vertrag, bei dem Continental Team Kelly Benefit Strategies-Medifast. In seinem ersten Jahr dort wurde er Etappenzweiter beim International Cycling Classic und er gewann das Eintagesrennen Page Valley Road Race. 2010 wurde er sowohl nationaler Meister der U23 wie auch der Elite im Straßenrennen.
Zur Saison 2011 wurde King Mitglied im UCI ProTeam RadioShack. Der Gewinn der Nachwuchswertung bei der Tour of Beijing 2011 blieb sein einziger zählbarer Erfolg während der drei Jahre im Team. 2014 wechselte er in das damalige Team Garmin-Sharp. im selben Jahr nahm er mit der Tour de France 2014 erstmals an einer Grand Tour teil, der bis zum Ende der Karriere sieben weitere Grand-Tour-Teilnahmen folgten. 2015 wurde er erneut nationaler Meister im Straßenrennen. International entschied er jeweils eine Etappe des Critérium International (2015) sowie der Kalifornien-Rundfahrt (2016) für sich.
Nach drei Jahren wechselte King erneut und wurde zur Saison 2017 Mitglied bei Dimension Data. Mit dem Team erzielte er 2018 die wichtigsten Erfolge seiner Karriere, als er bei der Vuelta a España gleich zwei Bergetappen gewann. Nachdem er 2019 und 2020 ohne weitere Erfolge geblieben war, verließ er zur Saison 2021 das Team und wurde Mitglied bei Rally Cycling. Bei der Portugal-Rundfahrt 2021 gelang ihm noch einmal ein Etappenerfolg, gleichzeitig der letzte Sieg seiner Karriere.
Bereits im Juni 2022 kündigte King sein Karriereende zum Ende der Saison an, um sich danach vermehrt seiner Familie zuzuwenden.

## Erfolge
2007
- US-amerikanischer Meister – Straßenrennen (Junioren)

2010
- US-amerikanischer Meister – Straßenrennen
- US-amerikanischer Meister – Straßenrennen (U23)

2011
- Nachwuchswertung Tour of Beijing

2015
- eine Etappe Critérium International
- US-amerikanischer Meister – Einzelzeitfahren

2016
- eine Etappe Kalifornien-Rundfahrt

2017
- Sprintwertung Burgos-Rundfahrt

2018
- Bergwertung Algarve-Rundfahrt
- zwei Etappen Vuelta a España

2021
- eine Etappe Portugal-Rundfahrt

2022
- Bergwertung Valencia-Rundfahrt

## Grand-Tour-Platzierungen
| Grand Tour            | 2014 | 2015 | 2016 | 2017 | 2018 | 2019 |
| --------------------- | ---- | ---- | ---- | ---- | ---- | ---- |
| Giro d’ItaliaGiro     | –    | –    | –    | –    | 44   | –    |
| Tour de FranceTour    | 53   | –    | –    | –    | –    | 62   |
| Vuelta a EspañaVuelta | –    | 75   | 46   | DNF  | 24   | 38   |